# Paremballonura
Paraemballonura – rodzaj ssaków z podrodziny upiorów (Emballonurinae) w obrębie rodziny upiorowatych (Emballonuridae).

## Rozmieszczenie geograficzne
Rodzaj obejmuje gatunki występujące endemicznie na Madagaskarze.

## Morfologia
Długość ciała (bez ogona) 40–49 mm, długość ogona 15–20 mm, długość ucha 11–19 mm, długość tylnej stopy 5–6 mm, długość przedramienia 35–41 mm; masa ciała 2,7–7,1 g.

## Systematyka
Rodzaj zdefiniował w 2012 roku międzynarodowy zespół zoologów (Amerykanie Steven M. Goodman i William T. Stanley, Francuz Sébastien J. Puechmaille, Szwajcarzy Nicole Friedli-Weyeneth i Manuel Ruedi, Brytyjczyk Justin Gerlach, Południowoafrykańczyk M. Corrie Schoeman oraz Irlandka Emma Caroline Teeling) w artykule zatytułowanym Filogeneza Emballonurini (Emballonuridae) z opisami nowego rodzaju i gatunku z Madagaskaru, opublikowanym w czasopiśmie „Journal of Mammalogy”. Gatunkiem typowym jest (oryginalne oznaczenie) upiór malgaski (P. atrata).

### Etymologia
Paremballonura: gr. παρα para ‘blisko, obok’; rodzaj Emballonura Temminck, 1838 (upiór).

### Podział systematyczny
Takson wyodrębniony na podstawie badań filogenetycznych z Emballonura. Do rodzaju należą następujące gatunki:
| Grafika | Gatunek                | Autor i rok opisu                                           | Nazwa zwyczajowa | Podgatunki         | Rozmieszczenie geograficzne | Podstawowe wymiary                                       | Status IUCN |
| ------- | ---------------------- | ----------------------------------------------------------- | ---------------- | ------------------ | --- | -------------------------------------------------------- | ----------- |
|         | Paremballonura tiavato | (S.M. Goodman, Cardiff, Ranivo, A.L. Russell & Yoder, 2006) | upiór leśny      | gatunek monotypowy | od obszaru Darainy do Parku Narodowego Tsingy de Bemaraha (włącznie z wyspami Nosy Be i Nosy Komba), zapisy z Toliary; zakres wysokości: 0–350 m n.p.m. | DC: 4–4,6 cm DO: 1,5–1,8 cm DP: 3,5–4,1 cm MC: 2,7–3,8 g | LC          |
|         | Paremballonura atrata  | (W.C.H. Peters, 1874)                                       | upiór malgaski   | gatunek monotypowy | od Maroantsetry na południe do Tôlanaro (włącznie z wyspami Nosy Mangabe i Nosy Boraha); zakres wysokości: 0–900 m n.p.m.                               | DC: 4,5–4,9 cm DO: 1,8–2 cm DP: 3,7–4,1 cm MC: 5–7,1 g   | LC          |

Kategorie IUCN:  LC  – gatunek najmniejszej troski.